# South Somerset
South Somerset es un distrito no metropolitano del condado de Somerset (Inglaterra). Tiene una superficie de 959,04 km². Según el censo de 2001, South Somerset estaba habitado por 150 969 personas y su densidad de población era de 157,42 hab/km².